# Лихачёв, Михаил Тимофеевич
Михаил Тимофеевич Лихачёв (1913, деревня Панино Даниловского района в Ярославской области, Российская империя — 19 декабря 1954, Ленинград) — деятель советских спецслужб, один из активных участников сталинских репрессий, заместитель начальника Следственной части по особо важным делам МГБ СССР, полковник госбезопасности.

## Биография
Русский, гражданин СССР, член КПСС. С 1932 года в системе РКМ НКВД СССР, то есть в милиции, а с 1937 года в системе ГУГБ НКВД СССР, с мая 1946 заместитель начальника Следственной части по особо важным делам МГБ СССР.
Принимал активное участие в фабрикации дела Ласло Райка и дела Еврейского антифашистского комитета, при этом истязал подследственных.
В 1951 году ЦК ВКП(б) создал комиссию Политбюро в составе Маленкова, Берии, Шкирятова, Игнатьева и поручил ей проверить факты, сообщённые Рюминым. Направил в эту комиссию докладные записки о работе Абакумова. Арестован 13 июля 1951 года после рассмотрения на Политбюро заявления подполковника Рюмина по делу врачей, согласно постановлению:
«Снять с занимаемых постов начальника следственной части по особо важным делам МГБ СССР т. Леонова и заместителя начальника следственной части т. Лихачёва как способствовавших Абакумову обманывать партию и исключить их из партии».
Обвинялся в преступлениях, предусмотренных ст. ст. 58-1 «б», 58-7, 58-8, 58-10 ч. 1 и 58-11 УК РСФСР. Расстрелян  19 декабря 1954 года по приговору выездной сессии Военной коллегии Верховного Суда СССР в г. Ленинград. Не реабилитирован.

Впоследствии арестованный М. Д. Рюмин показывал:
«С конца 1947 года в работе следственной части по особо важным делам начала отчётливо проявляться исходившая от Абакумова и реализуемая впоследствии Леоновым, Лихачёвым и Комаровым тенденция рассматривать лиц еврейской национальности врагами Советского государства. Эта установка приводила к необоснованным арестам лиц еврейской национальности по обвинению в антисоветской националистической деятельности и американском шпионаже».